# Uwe Strübing
Hans Uwe Strübing (* 12. November 1956 in Ravensburg) ist ein deutscher Komponist.

## Leben
Strübing wuchs in Ravensburg auf; sein Vater leitete dort die Filiale der Stuttgarter Klavierhandlung Matthaes. 1969 begann Strübing zu komponieren, ab 1971 versah er Organistendienste in den Landgemeinden um Ravensburg. Nach dem Abitur studierte er bis 1982 Biologie und Pharmazie an der Universität Erlangen und wirkte als Organist an der Erlanger Hugenottenkirche. Kompositorische Studien absolvierte er danach am Meistersinger-Konservatorium Nürnberg bei Gottfried Müller und Vivienne Olive.
Uwe Strübing lebt in Fürth. Er arbeitete parallel bis zu seinem Ruhestand 2022 als Krankenhausapotheker am Klinikum und als Komponist. Sein musikalisches Schaffen umfasst Kammermusik, Ensemble- und Orchesterwerke, geistliche und weltliche Vokalkompositionen, Filmmusik und eine Oper.

## Auszeichnungen
- 1985 Preisträger beim Kompositionswettbewerb der Berliner Kirchengemeinden (für Adventsmusik I)
- 1999 2. Preis beim Günter-Bialas-Wettbewerb (für Der Traum von den fünf großen H)

## Kompositionen

### Bühnenwerke

#### Oper
- Aus der Welt. Oper in 2 Akten (op. 80; 2005/06). Libretto: Rainer Fliege (nach dem Roman Das Gänsemännchen von Jakob Wassermann). UA 19. April 2007 Fürth (Stadttheater im Kulturforum; zum 1000-jährigen Stadtjubiläum; Daniel Schreiber [Daniel Nothafft (Tenor)], Rebecca Broberg [Philippine Schimmelweis (Sopran)], Doreen Hoffrichter [Zingarella / Gänsemännchen (Sopran)], Regula Boeninger [Gertrud Jordan (Mezzosopran)], Barbara Schedel [Lenore Jordan (Sopran)], Frank Schiller [Dr. Friedrich Benda (Bariton)], Maximilian Schalk [Christian (stumme Rolle)]; ensembleKONTRASTE, Musikalische Leitung: Judith Kubitz; Regie: Felix Eckerle; Bühnenbild: Annabel Lange, Gabriele Vöhringer). Aufnahme (BR)

Orchesterbesetzung: 1.1.1.1 – 1.1.1.0 – Pk.+Sz(1) – Klavier – Streicher: 1.1.1.1.1

#### Tanztheaterstück
- „Und ihnen ward Macht gegeben…“ – Die Apokalyptischen Reiter (op. 103; 2009). Ein biblisches Tanzstück für Klavier, Orgel und 2 Schlagzeuge. UA 14. November 2009 Fürth (Auferstehungskirche; Fürther Kirchenmusiktage; Sirka Schwartz-Uppendieck [Klavier], Thomas Schumann [Orgel], Axel Dinkelmeyer, Radek Szarek [Schlagzeug], Manuela Liszewski, Dirk Lambrecht [Tanz])

#### Bühnenmusik
- zu Feuerkopfs Briefe – Rückfragen an Paulus. Kirch-Traum-Spiel von Godehard Schramm (op. 47; 2000). UA 14. November 2002 Nürnberg (Klarakirche; Palestrina-Chor, Christine Pesold [Schlagzeug], Leitung und Orgel: Rolf Gröschel)
- Und siehe mich (op. 110; 2011). Bühnenmusik zum Projekt „Expedition Oper“, für Frauenchor, Klarinette, Violine, Violoncello, Schlagzeug und Klavier. UA 19. Mai 2011 Nürnberg (Staatstheater, Opernhaus; Schüler und Schülerinnen des Christian-Ernst-Gymnasiums Erlangen, Leitung: Joachim Adamczewski)
- Zum Goldenen Giger - Die Fränkische Bieroper. Opereske op 165. UA 21. Mai 2022 Fürth Stadttheater, Dirigent Ingmar Beck /Romely Pfund, Text: Bernd Regenauer und Christian Schidlowsky, Produktion: Stadttheater Fürth / Nürnberger Symphoniker[1]

### Vokalkompositionen

#### Für Solostimme(n) und ein Instrument
Stimme und Klavier
- Drei Lieder (op. 11; 1989) für hohe Stimme und Klavier. Texte: Hermann Hesse

1. Hundstage („Wie nun am dürren Ginsterhang…“; 1933) – 2. Im Nebel („Seltsam, im Nebel zu wandern…“; 1905) – 3. Föhnige Nacht („Schaukelt im wehenden Föhnwind der Feigenbaum…“; 1938)
- Sechs Unicate für V. D. (op. 37; 1998). Liedzyklus für Sopran und Klavier. Texte: Anagramme von Unica Zürn. UA 5. Oktober 2000 Schwandorf (Oberpfälzer Künstlerhaus; Valentine Deschenaux [Sopran], Rume Urano [Klavier])

1. Ich weiss nicht, wie man die Liebe macht – 2. Werde ich dir einmal begegnen? – 3. Stille Wasser sind tief – 4. Dans ta lumière, dans ton ampleur, dans ton horreur – 5. Und scheert ihr Rosenbaertlein ab – 6. Ich weiss, wie man die Wollust macht
- Triptychon II (op. 39; 1999). 3 Lieder zum Lebenslauf, für hohe Stimme und Klavier. Texte: Friedrich Hölderlin. UA 28. Oktober 2001 Burgfarrnbach (Schloss; Musica Vivendi Franconica; Valentine Deschenaux [Sopran], Rume Urano [Klavier])

1. Des Morgens („Vom Taue glänzt der Rasen…“; 1799) – 2. Hälfte des Lebens („Mit gelben Birnen hänget…“; 1805) – 3. Abendphantasie („Vor seiner Hütte ruhig im Schatten sizt…“; 1800)
- Schneewege (op. 59; 2001). 3 Lieder für Sopran und Klavier. Texte: Godehard Schramm (Schneewege IV, VI, VII). UA 21. April 2004 Bamberg (Audimax der Universität; Irene Kurka [Sopran], Susanne Kessel [Klavier]). Aufnahme (BR)

1. Schneewege, die wachsen – 2. Schneewege, eine berauschende Landschaft – 3. Dir schreib ich Schneewegzeilen
- Marla’s Songs (op. 76; 2004). 4 Lieder. Texte: Marla Saris. UA 25. Oktober 2004 Erlangen (Wassersaal der Orangerie; Irene Kurka [Sopran], Stefan Glaßer [Klavier]). Aufnahme (BR)

1. Raum der Stille – 2. Schreie – 3. Flügel – 4. Licht des Morgens
- Vier englische Lieder (op. 81; 2005/06) für Sopran und Klavier. Texte: Robert Herrick

1. To Daffodils („Fair Daffodils, we weep to see…“) – 2. To Blossoms („Fair pledges of a fruitful tree…“) – 3. The Lily in a Crystal („You have beheld a smiling rose…“) – 4. To the Water Nymphs Drinking at the Fountain („Reach, with your whiter hands, to me…“)
- Fassung für tiefere Stimme und Klavier

- Fünf Lieder (op. 86; 2006) für Sopran und Klavier. Texte: Christina Rossetti. UA 24. März 2011 Erlangen (Redoutensaal; Rebecca Broberg [Sopran], Lilian Gern [Klavier])

1. An End („Love, strong as Death, is dead…“) – 2. A Song („When I am dead, my dearest…“) – 3. Cobwebs („It is a land with neither night or day…“) – 4. What would I give („What would I give for a heart of flesh to warm me through…“) – 5. Echo („Come to me in the silence of the night…“)
- Vier Lieder (op. 89; 2007) für Sopran und Klavier. Texte: Georg Trakl. UA 24. März 2011 Erlangen (Redoutensaal; Rebecca Broberg [Sopran], Lilian Gern [Klavier])

1. Abendmuse („Ans Blumenfenster wieder kehrt des Kirchturms Schatten…“) – 2. Im Dunkel („Es schweigt die Seele den blauen Frühling…“) – 3. Der Gewitterabend („O die roten Abendstunden!…“) – 4. Abendlied („Am Abend, wenn wir auf dunklen Pfaden gehn…“)
- Le Voyage (op. 91; 2007) für Mezzosopran und Klavier. Text: Charles Baudelaire
- „…zu jenem tiefsten Grunde des Tönens…“ (op. 102; 2009). 9 Lieder für Stimme und Klavier. Texte: frühe Gedichte von Rainer Maria Rilke

1. Und wie mag die Liebe dir kommen sein? („Traumgekrönt“ [1896], „Lieben“ I) – 2. Das war der Tag der weißen Chrysanthemen („Traumgekrönt“, „Lieben“ II) – 3. Ob du’s noch denkst, daß ich dir Äpfel brachte? („Traumgekrönt“, „Lieben“ V) – 4. Schon starb der Tag („Traumgekrönt“, „Lieben“ XIII) – 5. Nach einem Glück ist meine Seele lüstern („Traumgekrönt“, „Lieben“ XVI) – 6. Wir gingen unter herbstlich bunten Buchen („Traumgekrönt“, „Lieben“ XVII) – 7. Ich ging durch ein Land (1896; in: „Advent“ [1897], Teil 3: „Funde“) – 8. Bist du so müd? („Advent“, „Funde“) – 9. Oft scheinst du mir ein Kind („Traumgekrönt“, „Lieben“ XV)
- Drei Liebeslieder (op. 125; 2013) für mittlere Stimme und Klavier. Texte: Zhang Jiuling, Anonymus, Anastasius Grün. UA 17. August 2013
- Vier Lieder zum Muttertag (op. 129; 2013/14) für tiefe Stimme und Klavier. Texte: Annette von Droste-Hülshoff, Heinrich Heine, Peter Rosegger, Michael Georg Conrad. UA 22. Mai 2014 Fürth-Burgfarrnbach (Schloss; Markus Simon [Bariton], Uwe Strübing [Klavier])

3 Stimmen und Klavier
- Kaspar-Hauser-Quartett (op. 46; 2000) für Sprechstimme, 2 Soprane und Klavier. Texte: Fritz Güll, Rainer Maria Rilke, Klabund und Eckart Böhmer. UA 4. August 2000 Ansbach (Kaspar-Hauser-Festspiele; Eckart Böhmer [Sprecher], Annette Schuhmann [Sopran], Christiane Kraft [Mezzosopran], Georg Schütz [Klavier])

1. Caspar Hauser (Güll [1834]) – 2. Der Knabe (Rilke, Das Buch der Bilder [1902/06], I,1: „Ich möchte einer werden so wie die…“) – 3. Der arme Kaspar (Klabund [1922]) – 4. [ohne Titel] (Böhmer)
Stimme und Orgel
- Adventsmusik IV (op. 42; 1999) für hohe Stimme und Orgel. Texte: von Søren Kierkegaard und aus der Liturgie. UA 4. Dezember 1999 Eckenhaid (Friedenskirche; Irene Kurka [Sopran; Teil 1], Siegfried Jerusalem [Tenor; Teil 2], Reinhold Morath [Orgel])

1. Die Geburt des Erlösers (Kierkegaard) – 2. Segensbitte („Der Herr segne euch…“)
- Der Heilige Geist (op. 85; 2006). Kleine Motette für Sopran und Orgel. Text: Michaela Zeitz. UA 10. Juli 2006 Augsburg (St. Ulrich; Michaela Zeitz [Sopran], Peter Bader [Orgel])
- Deutsche Messe (op. 97; 2008) für Sopran und Orgel. UA 31. Januar 2009 Nürnberg (Klarakirche; Michaela Zeitz [Sopran], Gerald Fink [Orgel])
- Liór und der König (op. 134; 2015). Ein musikalisches Märchen für Sprechstimme und Orgel. Text: Michael Herrschel. UA 16. November 2015 Fürth (Kirche Zu Unserer Lieben Frau; Fürther Kirchenmusiktage; Michael Herrschel [Sprecher], Dieter Neuhof [Orgel])

Stimme und Akkordeon
- Zwei Lieder (op. 82; 2005) für Sopran und Akkordeon. Texte: Godehard Schramm. UA 30. Juli 2005 Markt Erlbach (Rangauhalle; Fränkischer Sommer; Irene Kurka [Sopran], Stefan Hippe [Akkordeon])

1. Notre-Dame de la Petite Esperance – 2. Canzone („Kleines Kind, auch für mich fängt mit dir mein Leben ganz von vorn an…“)
Stimme und Schlagzeug
- Mond und Efeu (op. 99; 2009). Text: Gabbo Mateen. UA 24. März 2011 Erlangen (Redoutensaal; Rebecca Broberg [Sopran], Eckhard Kopetzki [Schlagzeug])

#### Für Solostimme(n) und Kammerensemble
mit 2 Instrumenten
- Thomasfragen auf der Himmelsleiter (op. 41; 1999) für 2 Sprechstimmen, Schlagzeug und Orgel. Texte: Godehard Schramm. UA 14. Oktober 2001 Fürth (St. Michael; Antje Cornelissen und Godehard Schramm [Stimmen], Christine Pesold [Schlagzeug], Sirka Schwartz-Uppendieck und Thomas Schumann [Orgel])
- Aria con Preludio (op. 107; 2010) für Sopran, Harfe und Orgel. Text: Michael Herrschel. UA 12. Dezember 2010 Fürth (Auferstehungskirche; Stephanie Spörl [Sopran], Sigrid Hopperdietzel [Harfe], Sirka Schwartz-Uppendieck [Orgel])
- Abendlied (op. 138 Nr. 1; 2015) für Singstimme, Oboe und Orgel. Text: Friedrich Rückert. UA 31. Januar 2016 Erlangen (Neustädter Kirche; Laura Baxter (Mezzosopran), NN [Oboe], Konrad Klek [Orgel])

mit 3 Instrumenten
- Floret Silva Undique (op. 79; 2005) für Sopran, Flöte, Harfe und Klavier. Texte: Hugo von Hofmannsthal, Blühende Bäume („Was singt in mir zu dieser Stund…“; 1891?) und Blütenreife („Die Blüten schlafen am Baume…“; 1891). UA 8. März 2006 Fürth (Kulturforum; Irene Kurka [Sopran], Jörg Krämer [Flöte], Lilo Kraus [Harfe], Jinsang Lee [Klavier]). Aufnahme (BR)

mit 4 Instrumenten
- Dem Unendlichen (op. 68; 2003) für Mezzosopran, Klarinette, Horn, Violine und Orgel. Text: Friedrich Gottlieb Klopstock[4]. UA 12. November 2003 Fürth (Auferstehungskirche; Fürther Kirchenmusiktage; Hanna Eittinger [Mezzosopran], Günter Voit [Klarinette], Wilfried Krüger [Horn], Wendula Schmechel [Violine], Sirka Schwartz-Uppendieck [Orgel])

mit 5 Instrumenten
- Drei Tage (op. 90; 2007) für Mezzosopran (Vokalise), Orgel und Streichquartett. UA 17. November 2007 Fürth (Auferstehungskirche; Fürther Kirchenmusiktage; Hanna Eittinger [Mezzosopran], Sirka Schwartz-Uppendieck [Orgel], Elisen Quartett: Anja Schaller, Maria Schalk [Violinen], Larissa Gromotka [Viola], Irene von Fritsch [Violoncello])
- Adventsmusik VI (op. 109; 2010) für Sopran, Bariton, Cembalo und Streichquartett. Text: Michaela Zeitz. UA 19. Dezember 2010 Donauwörth (Klosterkirche Heilig Kreuz; Michaela Zeitz [Sopran], Manuel Kundinger [Bariton], Bernd Jung [Cembalo], Ulrich Liebisch, Thomas Rausch [Violinen], Julia Rabel [Viola], Wolfgang Fink [Violoncello])
- Die Brennenden (op. 132; 2015). Rezital für Sprechstimme, 2 Trompeten, 2 Posaunen und Orgel. Text: Michael Herrschel. UA 13. November 2015 Fürth (Kirche Zu Unserer Lieben Frau; Fürther Kirchenmusiktage; Michael Herrschel [Sprecher], Ensemble BlechQuadrat: Christian Bauer, Simone Spaeth [Trompeten], Leonhard Meisinger, Martin Weber [Posaunen], Dieter Neuhof [Orgel])

mit 6 Instrumenten
- In-Orzismus (op. 45; 2000) für Sprechstimme (Vokalisen), Horn, 2 Trompeten, 2 Posaunen und Schlagzeug. UA 22. Dezember 2000 Nürnberg (Tafelhalle; Pegnitzschäfer-Klangkonzepte: Marco Schneider [Sprecher], Wilfried Krüger [Horn], Astrid Brachtendorf, Hiro Sato [Trompeten], Anton Laubenbacher, Siegfried Cieharz [Posaunen], Roland Schmidt [Schlagzeug])

mit 7 Instrumenten
- Trakl-Lieder (op. 3; 1984) für Sopran und Kammerensemble. UA 1985 Nürnberg (Meistersinger-Konservatorium; Dorothea Kästner [Sopran], Studierende des Konservatoriums)

Ensemble: Flöte, Klarinette, Harfe, Celesta, Violine, Viola, Violoncello
1. Die schöne Stadt („Alte Plätze sonnig schweigen…“) – 2. Frühling der Seele („Blumen blau und weiß verstreut…“)
mit 8 Instrumenten
- The Love Songs of Ennod Toile (op. 35; 1998) für Sopran, Sprecher und Ensemble. Texte: John Donne, T. S. Eliot. UA 28. April 2002 Erlangen (Ella Robles [Sopran], ensemble dirrekt, Leitung: Hans Dirr). Aufnahme (BR)

Ensemble: Flöte, Klarinette, Violine, Violoncello, Klavier, Cembalo und 2 Schlagzeuge
1. The Expiration (Donne) – 2. Portrait of a Lady (Eliot [1915]; Auszug, gesprochen) – 3. The Damp (Donne) – 4. Hysteria (Eliot [1915]) – 5. The Apparition (Donne) – 6. La figlia che piange (Eliot [1917]; Auszug, gesprochen) – 7. The Token (Donne). – Die Eliot-Vertonungen sind als Kommentare zu den Donne-Liedern angelegt
mit 11 Instrumenten
- Verloren in Auschwitz (op. 133; 2015). Vier Stücke für Kammerensemble: Sopran (Vokalise), Flöte, Klarinette, Vibraphon, Klavier und 7 Streicher. UA 27. Januar 2016 Erlangen (Redoutensaal)

#### Für Solostimme(n) und größeres Ensemble/ Orchester
- Sinfonie Nr. 4 (op. 66; 2004) für Sopran und Orchester. Text: Friederike Mayröcker („Die marmorne die steinkühle die vorfrühlingsgraue Zauberei…“ [~1960/62])

Orchesterbesetzung: 2(+Picc),2(+EH).2.2 – 4.3.3.1 – Pk., Sz.(2) – Klavier+Celesta (1) – Streicher
- Les esprits follets (op. 111; 2011). Concerto grosso für Sopran, Bariton, Orgel solo und kleines Orchester. Text: Michael Herrschel. UA 27. November 2011 Fürth (Auferstehungskirche; Fürther Kirchenmusiktage; Monika Teepe [Sopran], Markus Simon [Bariton], Sirka Schwartz-Uppendieck [Orgel]; Orchester „Les esprits follets“: Johannes Geiss, Tobias Schöpker, Stefan Frank [Saxophone], Axel Dinkelmeyer [Pauken], Andreas König [Klavier], Anja Schaller, Ira Teiwes, Meike Schuettrich, Maria Schalk, Matthias Merzbacher, Beate Keilhack [Violinen], Karoline Hofmann, Jakub Horáček [Bratschen], Irene von Fritsch, Sibylle Geisler [Violoncelli], Florian Schlierf [Kontrabass], Leitung: Ingeborg Schilffarth)

Instrumentalensemble: 3 Saxophone (A.T.Bar) – Pauken – Klavier – Orgel solo – Streicher: mind. 3.3.2.2.1
1. Gewitter (Traumphase 1: Feuer) („Hilf mir! Hilf…“) – 2. Toccata (Orgel und Orchester) – 3. Verborgenheit (Traumphase 2: Wellen) („Kreisend in tiefem Schlaf…“) – 4. Aria (Orgel und Orchester) – 5. Wolken lesen (Traumphase 3: Luft) („Ein Atemzug des kühlen Windes…“) – 6. Scherzo (Orgel und Orchester) – 7. Der weiße Hafen (Traumphase 4: Unter Bäumen) („Abenddämmerung… freundliche Stimmen…“) – 8. Finale. Fuga (Orgel und Orchester)
- Harfenwald (op. 115; 2010/11). Rezital für Sprechstimme, Klavier und Harfenensemble. Text: Michael Herrschel. UA 11. Dezember 2011 Fürth (Auferstehungskirche; Michael Herrschel [Sprecher], Sirka Schwartz-Uppendieck [Klavier], Harfenensemble Sigrid Hopperdietzel)

Ensemble: 2 Soloharfen – 2 Gruppen mit je 2 Harfenstimmen (chorisch zu besetzen)
1. Eisenbahn – 2. Verschüttet – 3. Bahnsteig – 4. Laternen – 5. Eintritt in den Park – 6. Melodien – 7. Schneewirbel – 8. Der Teich – 9. Glitzern und Rieseln – 10. Kathedrale des Lichts – 11. Epilog. Tagtraum

#### Für Vokalensemble/ Chor ohne Instrumente
- Adventsmusik II (op. 9; 1988) für 4- bis 8-stimmigen gemischten Chor a cappella. Text: Collage aus Bibelworten (lateinisch und deutsch)
- Triptychon (op. 20; 1993/94). Drei Chorsätze. Texte: Johann Herold. UA 17. März 2001 Nürnberg (Marthakirche; „Die Meistersänger von Nürnberg“, Leitung: Bernd Dietrich)

1. Einkehr – 2. Alte Stadt – 3. In jener Nacht
- Stabat Mater (op. 25; 1994) für 8-stimmigen Chor a cappella. Text: Innozenz III.? Bonaventura? Iacopone da Todi?[11]
- An den Heiligen Geist (op. 71; 2003). Motette für 8-stimmigen gemischten Chor a cappella. Text: Andreas Gryphius. UA 31. Oktober 2004 Münchaurach (Klosterkirche; Chor Vocanta Erlangen, Leitung: Joachim Adamczewski). Aufnahme (BR)
- Canzoniere XXXV di Petrarca (op. 73; 2004) für 5-stimmigen gemischten Chor a cappella. Text: Francesco Petrarca[12]. UA 13. November 2004 Oberasbach (Markuskirche; Capella Vocalis Oberasbach, Leitung: Bernhard Joerg)
- Pur-Poem (op. 94; 2008). Madrigal zu 6 Stimmen. Texte: Francesco Petrarca (Sonett CCCVI), Georg Trakl (In ein altes Stammbuch). UA 2. April 2009 Erlangen (Neustädter Kirche; Singer Pur: Claudia Reinhard [Sopran], Klaus Wenk, Markus Zapp, Manuel Warwitz [Tenor], Reiner Schneider-Waterberg [Bariton], Marcus Schmidl [Bass])
- Ein Christ (op. 122; 2012). Motette zu 5 Stimmen (SATTB). Text: Martin Luther. UA 28. Oktober 2012 Feucht (St. Jakob)

#### Für Chor und Instrumente
- Adventsmusik I (op. 2; 1984) für Chor, Streicher und Orgel. Text: aus Jesaja 9. UA 30. Juni 1985 Berlin-Wilmersdorf (Lindenkirche; Chor der Lindenkirche, Jugendorchester Ahrensburg, Leitung und Orgel: Gerhard Oppelt)
- Adventsmusik III (op. 12; 1990) für Kammerchor, Gitarre, Harfe und Klavier. Text: Simon Dach (Das große Licht: „Die wir in Todes Schatten…“)
- Magnificat (op. 15; 1992) für Chor und Orgel. UA 8. Mai 1994 Bamberg (Dom; Musica-Viva-Chor Bamberg, Wolfgang Wünsch [Orgel], Leitung: Fritz Braun). Aufnahme (BR)

- Fassung für Chor und Orchester (op. 15a)

Orchesterbesetzung: 2.2.0.1 – 0.3.0.0 – Schlagzeug – Orgel – Streicher
- Chor der Toten (op. 40; 1999). Motette für Chor, Posaune und Klavier. Text: Conrad Ferdinand Meyer[13].
- Lux aeterna (op. 50; 2000). Dreifaltigkeits-Motette für gemischten Chor und Orgel. Text: Collage, nach der Schöpfungsgeschichte (Genesis) und Christian Knorr von Rosenroth (Morgenglanz der Ewigkeit)
- Singen (op. 63; 2002). Motette für Chor und Schlagzeug. Text: Rose Ausländer. UA 28. April 2002 Nürnberg (Egidienkirche; Kammerensemble des Egidienchors, Christine Pesold [Schlagzeug], Leitung: Pia Praetorius)
- 2012 (op. 119; 2012) für gemischten Chor, Horn, Klavier und Schlagzeug. Texte: Johannes R. Becher, Reiner Kunze, Friedrich Hölderlin (Textzusammenstellung: Matias Mieth). UA 3. Oktober 2012 Jena (Volksbad)
- Festkantate (op. 135; 2015) für Kinderchor, Frauenchor, gemischten Chor und Orchester

#### Für Soli, Chor und Ensemble/ Orchester
- Sinfonie Nr. 2 (op. 10; 1988–92) für Sopran, Bariton, Chor und Orchester. Texte: Andreas Gryphius (Vanitas! Vanitatum vanitas!) und Bibelworte

Orchesterbesetzung: 3(+Picc).3(+EH).3(+Bklar).3.Kfg – 4.3.3.1 – Pauken, Sz.(3) – Harfe – Klavier – Celesta – Streicher
- Messe (op. 30; 1995/96) für Sopran, Chor, Orgel, 2 Klaviere, Celesta und Pauken
- Über die Hoffnung (op. 33; 1996). Kantate für Bass, Chor, Orgel, Klavier und Schlagzeug. Text: Collage, nach Charles Péguy und Bibelworten
- Gran Torso di Requiem (op. 62; 2002). Vier Sätze für 3 Frauenstimmen, Chor und Instrumente. Texte: Maria Rutkowska, Nelly Sachs und aus der Liturgie

Orchesterbesetzung: 0.0.1.1 – 1.1.0.0 – Sz.(1) – Klavier – Harmonium – Streicher
- Maria Magdalena (op. 123; 2012). Kantate für Mezzosopran, liturgischen Chor, Orgel, Klavier und kleines Orchester. Text: Michael Herrschel. UA 10. Mai 2014 Fürth (Auferstehungskirche; Khrystyna Pichkurenko [Mezzosopran], Liturgischer Chor, Uwe Strübing [Klavier], Sirka Schwartz-Uppendieck [Orgel], Leitung: Christian Gabriel)

Instrumentalensemble: 1.0.0.0 – 2.0.0.0 – Orgel solo – Klavier – Streicher (3.2.2.2.1)
- Passion (op. 130; 2014). Oratorium in sieben Kantaten für Sopran, Knabensopran (ad libitum), Tenor, Bariton solo, 4-8stimmigen gemischten Chor und  Orchester. Text: Michael Herrschel

1. Prolog – 2. Gethsemane – 3. Die Fackel und das Schwert – 4. Der Angeklagte – 5. Via dolorosa – 6. Golgotha – 7. Epilog
Orchesterbesetzung: 2(+Picc).2(+EH).2(+Bklar).2(+Kfg) – 2.2.2.0 – Pauken, Sz.(4) – Harfe – Klavier(+Celesta) – Streicher
- Wahrheit und Liebe (op. 145; 2016/17). Festkantate  zur 275-Jahr-Feier der Friedrich-Alexander-Universität Erlangen-Nürnberg für Sopran- und Baritonsolo, gemischten Chor und Orchester. Texte: Bibel (1. Korinther 13), Friedrich Rückert (aus: Die Weisheit des Brahmanen) und Matthias Claudius (Zusammenstellung Konrad Klek). UA 19. Januar 2018 Erlangen (St. Matthäus; Elena Belakova [Sopran], Christoph Safferling [Bariton], Chor und Orchester der Universität Erlangen, Leitung: Konrad Klek)

Orchesterbesetzung: 2(+Picc).2(+EH).2(+Bklar).2(+Kfg) – 4.2.2.0 – Pauken, Sz.(4) – 2 Harfen – Celesta – Streicher

### Ensemble-/ Orchesterwerke

#### Sinfonien
- Nr. 1 (op. 7; 1985–87) für Orchester

Besetzung: 3(+Picc).3(+EH).3(+Bklar).3.Kfg – 4.3.3.1 – Pauken, Sz.(2) – Klavier/Celesta (1) – Streicher
- Nr. 2: siehe unter Vokalkompositionen
- Nr. 3: Bildnisse im Eis (op. 26; 1993–98) für Orchester. UA 10. August 2000 Riedenburg (Sinfonischer Sommer; Moskauer Sinfonieorchester, Leitung: Alexei Kornienko)

Besetzung: Picc.2.2.EH.2.Bklar.2.Kfg – 4.3.3.1 – Pk., Sz.(3) – Harfe – Klavier/Celesta (1) – Streicher
- Nr. 4: siehe unter Vokalkompositionen
- Nr. 5: Sinfonia stretta (op. 72; 2003) für Orchester

Besetzung: Picc.2.2.EH.3(+Bklar).2.Kfg – 4.3.3.1 – Pk., Sz.(3) – Harfe – Klavier – Streicher
- Nr. 6: Tableaux (op. 108; 2010)

1. Fanfaren. Allegro tempestuoso – 2. (Hommage I) Soli. Andante piuttosto Adagio – 3. Intermezzo. Vivace – 4. Melodien. Lento con sentimento – 5. (Hommage II) Klang-Flocken. Allegro scherzando – 6. Romanze. Lento dolcissimo – 7. Finale. Tempo giusto – Allegro festivo
Besetzung: Picc.2.2.EH.2.Bklar.2.Kfg – 4.3.3.1 – Pk., Sz.(2) – Harfe – Klavier – Streicher
- Nr. 7 (in einem Satz): Tableau VIII (op. 112; 2010)

[1] Moderato – [2] Lento sostenuto – [3] Tempo I – [4] Allegro alla marcia trionfale – meno mosso e dolce – come sopra – [5] Moderato
Besetzung: 3(+Picc).3(+EH).3(+Bklar).3(+Kfg) – 4.3.3.1 – Pk., Sz.(2) – Harfe – Klavier – Streicher
- Nr. 8: Sinfonia concertante (op. 120; 2011/12)

1. Molto moderato – 2. Intermezzo I (Violine & Orchester). Vivace – 3. Mesto (Klavier & Orchester) – 4. Intermezzo II (Violoncello & Orchester). Ritmico – 5. Moderato
Besetzung: 2(+Picc).2(+EH).2(+Bklar).2 – 4.2.2.0 – Pk., Sz.(2) – Harfe – Klavier(+Celesta) – Streicher

#### Konzertante Werke
Klavier und Orchester
- Konzert Nr. 1 (op. 29; 1995/99) für Klavier und Orchester
- EUMusik (op. 87; 2006). Divertimento für Klavier und Streicher. UA 1. November 2010 Fürth (Auferstehungskirche; Sirka Schwartz-Uppendieck [Klavier]; Ensemble KlangLust!, Leitung: Bernd Müller)
- Konzert Nr. 2 (op. 88; 2007) für Klavier und Orchester

Orchesterbesetzung: 2(+Picc).2.2.2 – 4.3.3.1 – Pk., Sz.(1) – Streicher
Orgel und Orchester
- Adventsmusik V (op. 55; 1999/2000). Konzert für Orgel und Orchester nach Adventschorälen

Orchesterbesetzung: 1.1.1.1 – 0.0.0.0 – Sz.(1) – Streicher
- Les esprits follets (op. 111; 2011) – Orgelkonzert mit 2 Singstimmen und Orchester: siehe unter Vokalkompositionen

Violine und Orchester
- Herbstfarben (op. 124; 2013)

Orchesterbesetzung: 2.2.2.2 – 4.2.2.0 – Pauken – Sz.(2) – Harfe – Streicher
Kontrabass und Orchester
- Konzert (op. 127; 2013)

Orchesterbesetzung: 2.2.2.2 – 2.2.0.0 – Pauken – Sz.(3) – Celesta – Streicher
Harfe und Orchester
- Arc-en-ciel (op. 48; 2000). Konzert für Harfe und Orchester

Orchesterbesetzung: 2.2.2.2 – 2.2.0.0 – Pk., Sz.(2) – Klavier – Streicher
Trompete und Orchester
- Konzert (op. 70; 2003) für Trompete, Streicher und Schlagzeug. UA 31. Dezember 2003 Fürth (Auferstehungskirche) und Nürnberg (Reformations-Gedächtnis-Kirche; Simone Schumann [Trompete], Christine Pesold [Schlagzeug], Xanthos-Ensemble, Leitung: Thomas Schumann)

Synthesizer und Orchester
- Cancer Growing (op. 57; 2001/02) für Synthesizer, Orchester und Zuspielband

Orchesterbesetzung: 3(+2Picc).2.EH.3(+Bklar).2.Kfg – 4.4.3.1 – Pk. Sz.(3) – Harfe – Klavier – Streicher
Doppelkonzerte
- Skyline at Night (op. 17; 1992) für Saxophon, Vibraphon und Orchester. UA 13. November 1993 Fürth (Stadttheater; Peter Athmann [Saxophon], Florian Müller [Marimbaphon], Fürther Streichhölzer, Leitung: Christel Opp)

Orchesterbesetzung: 1.2.2.1 – Obligate Stimme (Vibraphon, Glockenspiel, Klavier, Celesta ad libitum) – Tamtam – Streicher
- Liquid Crystal (op. 51; 1995/2000). Serenade für Flöte, Klavier und Streichorchester

#### Andere Ensemble-/ Orchesterwerke
- Reflexion über „Es kommt ein Schiff, geladen“ (op. 4; 1985) für Kammerorchester. UA 1994 Nürnberg (Lorenzkirche; Lorenzer Kammerorchester, Leitung: Hermann Harrassowitz)

Besetzung: 2.1.EH.0.1 – 0.0.0.0 – Cembalo – Streicher
- Kristall (op. 5; 1985) für Orchester

Besetzung: 3(+Picc).3(+EH).3(+Bklar)3.Kfg – 4.4.3.1 – Pauken, Sz.(4) – 2 Harfen – Klavier – Streicher
- Traumbilder (op. 8; 1987) für Orchester

Besetzung: 2(+Picc).2(+EH).2(+Bklar).2 – 4.2.3.1 – Pauken, Sz.(2) – Harfe – Streicher
- Im Schutz der Dunkelheit (op. 32; 1997) für Akkordeonorchester. UA 1998 Nürnberg (Tafelhalle; Nürnberger Akkordeonorchester, Leitung: Stefan Hippe). Aufnahme (BR)

Besetzung (chorisch): Akkordeon 1–4, Elektronium
- Nachtstücke (op. 77; 2004). 5 sinfonische Sätze. UA 12. Juli 2008 Fürth (Südstadtpark; Klassik Open Air; Fürther Streichhölzer, Leitung: Bernd Müller)

Besetzung: 2(+Picc).2.2(+Bklar).2 – 4.3.3.1 – Pk., Sz.(2) – Klavier – Streicher
- Artotop (op. 100; 2008). 3 Skizzen für Orchester nach Bildern von Werner Knaupp. UA 30. Oktober 2010 Nürnberg (Meistersingerhalle; Nürnberger Symphoniker, Leitung: Alexander Shelley)

Besetzung: Picc.2.2.2.2(+Kfg) – 4.2.2.1 – Pk., Sz.(2) (Triangel, Claves, Woodblock, Maracas, Vibra-Slap, Becken, Kleine Trommel, Große Trommel, Tamatam) – Harfe – Streicher
1. Vulkan. Moderato minaccioso (nach dem Bild Vulkan [1992]) – 2. Wüste. Lento pigro (nach dem Bild Wüste [2000]) – 3. Klippe (nach dem Bild Westmännerinseln [2000])
- Pictures 2.0 (op. 116; 2011). Neue Bilder einer Ausstellung, nach Viktor Hartmann. UA (Nr. 15–18) 14. September 2013 Nürnberg (Meistersingerhalle; Nürnberger Symphoniker, Leitung: Alexander Shelley)

Besetzung: 3(+Picc).2.EH.2.Bklar.2.Kfg – 4.3.3.1 – Pk., Sz.(3) – Harfe – E-Gitarre – Klavier – Streicher
- Die Entstehung der Welt (op. 118; 2012/13) in 7 kurzen Klaviersätzen zu 2, 4 und 6 Händen und einem Tutti für großes Ensemble. UA 17. Oktober 2013 Erlangen (Heinrich-Lades-Halle; Bayerischer Musikschultag)

### Kammermusik

#### Für ein Tasteninstrument
Klavier zu 2 Händen
- Sonate Nr. 1 in E (op. 1; 1983)
- Sonate Nr. 2: Inside the Hardware (op. 22; 1994/99). UA 8. März 2006 Fürth (Kulturforum; Jinsang Lee). Aufnahme (BR)
- In einem dunklen Haus… (op. 27; 1995)
- Sieben Wiegenlieder (op. 43; 1999/2000). UA 28. Oktober 2001 Fürth (Musica vivendi franconica; Rume Urano)

1. (für die Ballettschuhe) – 2. (für die Lichtstrahlen) – 3. (für die Schneeflocken) – 4. (für die Maschinen) – 5. (für die Sonne) – 6. (für die Eisblumen im Mondlicht) – 7. (für die Tautropfen in der Dämmerung)
- Sonatine Nr. 1 (op. 44,4; 1996; entstanden für Jugend musiziert)
- Sonatine Nr. 2 (op. 44,5; 1996; entstanden für Jugend musiziert)
- Geburtstagssonatine für Justus (1996)
- Mr. Fibonacci (op. 44,6; 2001). Etüde (entstanden für Jugend musiziert)
- Sonate Nr. 3: High Lights (op. 96; 2007/08). UA 24. März 2011 Erlangen (Redoutensaal; Lilian Gern)
- Sonate Nr. 4: Dämmerung (op. 105; 2009/10)
- Sechs Nocturnes (op. 121; 2012). UA (Nr. 1&2) 20. November 2012 Erlangen; (Nr. 4) 3. November 2013 Bad Wimpfen

1. Wolken ziehen – 2. Letzter Vogel – 3. Tiefe Dämmerung – 4. Grauer Abend – 5. Wanderers Nachtlied – 6. Abendlied
Klavier zu 4 Händen
- Toccata (op. 13; 1989) für Klavier vierhändig. UA 2000 Fürth (Musikschule; Natalia und Anna Sankowski)

Orgel
- Passacaglia, Rezitativ und Fuge über B-A-C-H (op. 23; 1994) für Orgel. UA 19. Oktober 1995 Fürth (Auferstehungskirche; Roman Emilius)
- Il Canto rovinato (op. 60; 2001). Choralpartita für Orgel über „O Haupt voll Blut und Wunden“. UA 16. Februar 2002 Fürth (St. Michael; Sirka Schwartz-Uppendieck)
- Preludio per Aria (op. 107a; 2010) für Orgel. UA 11. Dezember 2010 Fürth (St. Paul; Sirka Schwartz-Uppendieck)

- Aria (op. 107): siehe unter Vokalkompositionen für Solostimme(n) und Kammerensemble – mit 2 Instrumenten

#### Für Ensembles mit Tasteninstrument(en)
Duos mit Klavier
- Les Oiseaux (op. 44,1; 1997) für Violoncello und Klavier (entstanden für Jugend musiziert)
- Karawane (op. 44,3; 2000) für Violine und Klavier (entstanden für Jugend musiziert)
- Capriccio sereno (op. 49; 2000) für Oboe und Klavier. UA 2. Dezember 2001 Markt Erlbach (Anne Knapp-Kleineidam [Oboe], Britta Pfeiffer [Klavier])
- Inimus (op. 61,1; 2002) für Horn und Klavier
- Dissens (op. 61,2; 2002) für Klarinette und Klavier
- Les Fourmis („Die Ameisen“, op. 61,3; 2002/03) für Schlagzeug und Klavier. UA 22. Mai 2003 Sulzbach-Rosenberg (Eckhard Kopetzki [Schlagzeug], Peter Steinfelder [Klavier])
- Sonate (op. 78; 2004/05) für Sopransaxophon und Klavier

- Fassung für Flöte und Klavier (op. 78a; 2006). UA 20. Oktober 2007 Oberasbach (Gundel Huschka [Flöte], Mary Siegle-Collins [Klavier]). Aufnahme (BR)

- In Between (op. 113; 2011). Sonatine für Violine und Klavier. UA 9. Februar 2012 Fürth (Auferstehungskirche; Bernd Müller [Violine], Sirka Schwartz-Uppendieck [Klavier])
- Sonate (op. 128; 2013) für Violine und Klavier

Trios mit Klavier
- Der Traum von den fünf großen H (op. 38; 1999). 3 Miniaturen für Flöte, Harfe und Klavier. UA 7. Februar 2000 München (Musikhochschule; Sabine Kühnl [Flöte], Eva Deborah Keller [Harfe], Andreas Skouras [Klavier]). Aufnahme (BR)
- ohren märchen aus gold (op. 54; 1999/2000) für Klaviertrio (Violine, Violoncello und Klavier)
- Drei Klangbilder (op. 93; 2008) für Klarinette, Violine und Klavier, nach Bildern von Matthias Brock. UA 12. September 2008 Merzig (Schloss Fellenberg; Markus Schön [Klarinette], Michael Wild [Violine], Seiko Tsukamoto [Klavier])

1. Melancholia – 2. Sommers Ende – 3. Schneeland
- Magic Square (op. 101; 1984/2009). Trio für Violine, Violoncello und Klavier
- Haydn lebt (op. 117; 2012). Trio für Violine, Violoncello und Klavier zum 280. Geburtstag von Joseph Haydn. UA 15. Juli 2012 Marloffstein (Schloss Atzelsberg)

Quartette mit Klavier
- Nuages érotiques ce soir… (op. 34; 1998) für Flöte, Altflöte, Bassflöte und Klavier. UA 21. April 1998 Fürth (Stadttheater; mit dem Trio Flûtes en Vacances: Gaby Athmann [Flöte] u. a.)
- Essay sur Beethoven (op. 58; 2001) für Klavierquartett (Violine, Viola, Violoncello und Klavier)
- Zitat (op. 104; 1985/2009) für Flöte, Klarinette, Fagott und Klavier

Quintette mit Klavier
- Verschüttete Erinnerungen (op. 21; 1994/98) für Klavier und Streichquartett
- Sunrise (op. 65; 2002) für Flöte, Saxophon, Violine, Akkordeon und Klavier
- Schubertiade (op. 126; 2013) für Klavier und Streichquartett

Sextette mit Klavier
- Sunset (op. 74; 2004). Sextett für Klarinette, Horn, Violine, Viola, Violoncello und Klavier. UA 28. November 2004 Erlangen (Konzertsaal des Erlanger Musikinstituts; Carus-Ensemble Dresden: Fabian Dirr [Klarinette], Jörg Brückner [Horn], Wolfgang Hentrich [Violine], Andreas Kuhlmann [Viola], Ulf Prelle [Violoncello], Winfried Apel [Klavier])
- Drei Tage (op. 90a; 2007/15). Eine Ostermusik für Horn, Klavier und Streichquartett. UA 24. April 2016 Fürth (Auferstehungskirche; Edoardo Pirozzi [Horn], Sirka Schwartz-Uppendieck [Klavier], Elisen Quartett: Anja Schaller, Maria Schalk [Violinen], Larissa Gromotka [Viola], Irene von Fritsch [Violoncello])

Duos mit Orgel
- Antiochia (op. 16,1; 1992) für Trompete und Orgel
- Aber die Wüste wird blühen wie die Lilien… (op. 16,2; 2000) für Horn und Orgel. UA 27. Juli 2001 Fürth (Auferstehungskirche; Wilfried Krüger [Horn], Sirka Schwartz-Uppendieck [Orgel])
- Requiem 2.025 (op. 18; 1992) für Flöte und Orgel. UA 19. Mai 1993 Erlangen (Tage für Neue Musik in der Kirche; Jörg Krämer [Flöte], Reinhold Morath [Orgel])

Praeludium (Genesis 1,2) – Kyrie – Dies Irae – Lacrymosa – Agnus Dei
- Anrufung (op. 95a; 2008) für Basssaxophon und Orgel
- Der Turmbau zu Babel (op. 136; 2015). Biblische Szene für Schlagzeug und Orgel. UA 24. Januar 2016 Fürth (Kirche St. Michael; Axel Dinkelmeyer [Schlagzeug], Sirka Schwartz-Uppendieck [Orgel])

Trio mit Orgel
- Toccata und Fuge (op. 6; 1986) für Oboe, Schlagzeug und Orgel

Trio mit 2 Orgeln
- Danse macabre (op. 53; 2001) für 2 Orgeln und Schlagzeug. UA 6. Oktober 2001 Nürnberg (Sebalduskirche; Sebalder Nachtkonzerte; Jörg-Hannes Hahn, Andreas Jacob [Orgeln], Hermann Schwander [Schlagzeug]). Aufnahme (BR)

#### Für Streicher
- Streichquartett Nr. 1: Spotlights on Night (op. 14; 1990/91)
- Streichquartett Nr. 2: Dunkler Frühling (op. 28; 1995). UA 1999 München (Forum Neue Musik; Stefan Raith, Heidi Braun [Violinen], Christine Michler [Viola], Johannes Keltsch [Violoncello])
- Streichquartett Nr. 3: Jana (op. 84; 2006/07; nach einem Pressefoto des Jahres 2005)
- Romanze (op. 44,7; 2002) für Streichquintett (entstanden für Jugend musiziert)
- Kinderlieder-Streichquartett (op. 44,8; 2008; entstanden für Jugend musiziert)
- Streichquartett Nr. 4: Sad Melodies (op. 106; 2010)
- C-Spot (op. 106a; 2012). Scherzino für Streichquartett. UA 13. Oktober 2012 Fürth (Musikschule; Elisen Quartett)

#### Für Bläser
- Vier Graphiken (op. 19; 1993) für Holzbläserquintett. UA 1995 Fürth (Roseau-Quintett: Jörg Krämer [Flöte], Josef Blank [Oboe], Norbert Nagel [Klarinette], Karl Reitmayer [Horn], Karsten Nagel [Fagott])
- Walking along in Autumn (op. 36,2; 2000) für Saxophonquartett. Aufnahme 2002 (BR; Berliner Saxophon-Ensemble)
- Four Seasons Quartet (op. 64; 2002) für 4 Saxophone
- Sieben Stücke für O. R. (op. 67; 2003) für Saxophonquartett. UA 28. Juni 2003 Oberasbach (Kulturtage; Sandra Engel, Gert Kaiser, Günter Voit, Heymo Hirschmann)
- Drei Kommentare (op. 75; 2004) für Flötenquartett (4 Flöten). UA 12. März 2005 Erlangen (B. Ipsen, E. Kuckuck, B. Lutz, F. Strangl)
- Pavor – Tremor – Furor (op. 83; 2005). Drei Gefühle für Altflöte / Flöte / Piccolo. UA 8. März 2006 Fürth (Kulturforum; Jörg Krämer). Aufnahme (BR)
- dal niente… al niente (op. 95; 2008) für Saxophonquartett (mit Basssaxophon)
- Making of „Stille Nacht“ (op. 131; 2014) für Flöte. UA 17. Dezember 2014 Würzburg (Augustinerkirche; Anja Weinberger)

#### Andere Werke für 1–7 Instrumente
Soli
- Tonstörung (op. 44,2; 2000) für Harfe (entstanden für Jugend musiziert). Aufnahme (BR; Lilo Kraus)
- Douze Colonnes Romanes (op. 98). Grand Prélude für Harfe. UA 2. Mai 2010 Münchaurach (Klosterkirche; Münchauracher Klosterfrühling; Maria Stange)

Duos
- Violet Trial (op. 36,1; 1998) für Altsaxophon und Marimbaphon. UA 1998 Nürnberg (Lorenzkirche; Lorenzer Klangmarathon; Peter Athmann [Saxophon], Florian Müller [Marimbaphon])
- Am Ufer. Sommerabend (op. 52; 2001). Synästhesie für Horn und Harfe. UA 8. Juli 2001 Ermreuth (Synagoge; Wilfried Krüger [Horn], Renate Radomski [Harfe])
- Valses nobles et sentimentales (op.62; 2002) für Gitarre und Violine. UA 2002 Fürth (Frank Hartmann [Gitarre]; Bärbel Hartmann [Violine])
- Soft Rain (op. 114; 2010/11) für Posaune und Harfe

Trios
- Vier Humoresken (op. 56; 2001) für Flöte, Altsaxophon und Harfe
- Blick vom Turm (op. 69; 2003) für Flöte, Viola und Harfe. Aufnahme 2004 (BR; Marcos Fregnani [Flöte], Ulrich Schneider [Viola], Lilo Kraus [Harfe])

Quintett
- Drei Inschriften (op. 31; 1995) für Altsaxophon und Streichquartett. UA 1995 Fürth (Stadttheater; Peter Athmann [Saxophon], Teschner-Quartett)

Sextett
- …unberührt (op. 92; 2007/08). Vier Morgenstimmungen für Klarinette und Streichquintett. UA 12. April 2008 Nürnberg (Marthakirche; Jubiläumskonzert des Tonkünstlerverbandes; Fred Munker [Klarinette], Teschner-Quartett, Sebastian Schäufl [Kontrabass])

Septett
- Solitude (op. 24; 1994) für Kammerensemble (Flöte, Klarinette, Vibraphon und Streichquartett)

### Elektronische Musik
- Evening Clouds (1993; zusammen mit Janis Stupp)
- Filmmusik (zusammen mit Janis Stupp) zu Glaskant (Experimentalfilm, Deutschland 1993; Drehbuch und Regie: Oliver Bittner)